# XL Bermuda Open 2005
L'XL Bermuda Open 2005 è stato un torneo di tennis facente parte della categoria ATP Challenger Series nell'ambito dell'ATP Challenger Series 2005. Il torneo si è giocato a Paget in Bermuda dall'11 al 17 aprile 2005 su campi in terra verde.

## Vincitori

### Singolare
Tomáš Zíb ha battuto in finale  Kristof Vliegen con il punteggio di 6(8)–7, 7–6(6), 6–1

### Doppio
Jordan Kerr /  Sebastián Prieto hanno battuto in finale  Michal Tabara /  Tomáš Zíb per walkover